# 롭 레프스나이더
로버트 대니얼 레프스나이더(Robert Daniel Refsnyder, 한국명: 김정태, 1991년 3월 26일 ~ )는 한국계 미국인 야구 선수이다. 현 메이저 리그의 보스턴 레드삭스 소속이다. 대한민국 서울에서 태어났으나 생후 5개월만에 미국 캘리포니아로 입양되었다. 애리조나 대학교 소속으로 2012년 대학 월드시리즈(College World Series)에서 우승했으며, 대회 최우수 선수로 선정되었다. 그 해 MLB 드래프트 5라운드에서 뉴욕 양키스에 지명되었다. 2015년 7월 11일 보스턴 레드삭스전에서 메이저 리그에 데뷔하였다.

## 같이 보기
- 대한민국 출신 메이저 리그 베이스볼 선수 목록
- 한국인 입양아